# Novela morisca
La novela morisca es un subgénero literario de la prosa narrativa de carácter idealista, dentro de la prosa de ficción del siglo XVI. Se caracteriza por presentar protagonistas musulmanes, idealizando las relaciones entre moros y cristianos, ofreciendo ejemplos de convivencia y generosidad entre ellos. Trata de musulmanes que no luchan contra los cristianos, porque están en paz.

## Historia
El elemento morisco aparece en subgéneros como el romance morisco cultivado por escritores como Lope de Vega o Luis de Góngora, inspirados por lo que George Cirot bautizó en su conjunto como «maurofilia» existente en la sociedad española del Renacimiento, especialmente en Andalucía.[cita requerida] La nómina del género narrativo se reduce a tres obras: El Abencerraje de Alonso de Villegas, Ozmín y Daraja de Mateo Alemán y Guerras civiles de Granada de Ginés Pérez de Hita.
De algún modo el género adapta el idealismo caballeresco del roman courtois y los libros de caballerías a la coyuntura histórica española de la Reconquista. Pero el idealismo renacentista hace que lo representado no sea una versión fidedigna de las relaciones verdaderas entre los dos pueblos. Para Francisco Márquez Villanueva, que sigue a Francisco López Estrada, El Abencerraje es un “alegato formal en pro de la tolerancia basado en la virtus neoestoica" "aplicable" añade, "a todo tipo de cristianos nuevos (judeoconversos y moriscos), entre los que observa una alianza sociopolítica: La literatura es, por tanto, un disfraz para contar la historia de los vencidos en medio de los vencedores". Se mantienen, con todo, la caballerosidad, la cortesía y el amor idealizado de los libros de caballerías remozados por el afán de hallar un cauce a una necesidad de expresión política, de suerte que “el sustrato de fantasía y maravilla de los libros de caballerías deja paso a un trasfondo real e histórico”. El género se consolida con la obra de Pérez de Hita y se desestructura en la novela intercalada en la Primera Parte de Guzmán de Alfarache.

## Tipología
Dentro de las obras de tema morisca o hispanoárabe se puede distinguir:
- Historiales[¿cuál?]
- Novela morisca propiamente dicha:
  - Novela fronteriza (El Abencerraje).
  - Novela granadina (Guerras civiles de Granada (1595) de Ginés Pérez de Hita y Ozmín y Daraja, intercalada en el Guzmán de Alfarache (1599) de Mateo Alemán)
- Novela de cautiverio, como la Historia del cautivo incluida en la primera parte del Don Quijote de la Mancha de Miguel de Cervantes, quien también incluyó novelas de cautivos en La Galatea, las Novelas ejemplares y en Persiles y Sigismunda.
- Romancero moriscos, como los romances compuestos por Lope de Vega y Pedro Horquilla con obras como Amor de celosía y El musulmán granadí.

## Características
Morales Oliver, en su monografía La novela morisca de tema granadino, ha señalado siete caracteres básicos de la novela morisca:
1. Optimismo idealista. Hay colaboración y generosidad entre moros y cristianos. El amor es el sentimiento más elevado, que vence todos los obstáculos. Están idealizados los moros y el mundo en general. Se trata de recrear las virtudes caballerescas medievales.
2. Condensación argumental. Son novelas cortas, salvo en el caso de las Guerras civiles de Granada.
3. Estilización clasicista. Se cultiva un estilo en el que las palabras son precisas y sonoras, utilizando recursos retóricos y alusiones a la Antigüedad clásica.
4. Ambientación lingüística. Se utiliza un rico vocabulario, en muchas ocasiones de origen árabe para describir el vistoso y colorido mundo de frontera y del Reino de Granada.
5. Belleza decorativa. Se describen y recrean los ambientes en los que se desarrolla la acción, las vestimentas de los personajes, las costumbres, con gran precisión y detalle.
6. Amplitud del alma. Propone una generosa convivencia entre culturas dispares, idealizando el pasado, siendo en este sentido El Abencerraje la más utópica de las novelas moriscas.
7. Singularidad peninsular. Considera Morales Oliver como rasgo característico el reconocimiento de las virtudes del vencido.

A pesar de este idealismo, hay una base realista en este tipo de novelas: un trasfondo real e histórico; se describe la geografía concreta del reino de Granada; los personajes no son caballeros fantásticos, sino la lid de Abencerrajes y Zegríes y también de caballeros cristianos; y no intervienen magos ni encantadores. Hay dosis de historicidad y verismo.
Por último, en cuanto a las características intrínsecas de las historias, cabe señalar que tanto El Abencerraje como Ozmín y Daraja son novelas "a la italiana". Hace una síntesis caballeresco-sentimental del mundo fronterizo español. Se intenta aclimatar la novella bocacciana anterior a Cervantes.
Finalmente, se expone un equilibrio entre las armas y valor: unas no son pretexto para otras y viceversa.

## Legado
El género encuentra cierta persistencia posteriormente en el romanticismo del siglo XIX, tanto en la literatura española como en la europea. Así, Nicasio Álvarez Cienfuegos con La Zoraida; Aben Humeya de Martínez de la Rosa o el poema Granada de José Zorrilla. En Francia, Chateaubriand produjo Le dernier Avencerrage (1826). Finalmente, puede mencionarse a Washington Irving, con sus obras The Camasutra y The Alhambra.